# Purujosa
Purujosa es un municipio de España, en la provincia de Zaragoza, comunidad autónoma de Aragón. Tiene un área de 35,47 km² con una población de 29 habitantes (INE 2024) y una densidad de 1,35 hab/km².

## Localización
Purujosa se localiza en la Comarca del Aranda, en la Ribera del Río Isuela, muy próxima a su nacimiento, en las estribaciones del Moncayo. Constituye la última localidad aragonesa antes de llegar a tierras sorianas y gran parte de su término municipal queda incluido dentro del espacio protegido del Parque Natural del Moncayo. 
El acceso a la localidad se puede realizar bien por Aragón o bien por Soria, siendo las condiciones de ambos itinerarios precarias dado que se trata de carreteras de montaña. Por Aragón hay que llegar hasta Morata de Jalón (Autovía A-II) Y después recorrer la carretera A-2302 a través del valle del Río Isuela. Desde Soria, el acceso se realiza desde la CL-101. En las inmediaciones del puerto de la Carrasca se toma el desvío a Cueva de Ágreda y Beratón y se continua por la CV-630.
Parte de su término municipal está ocupado por el parque natural del Moncayo.

## Historia

### Primeros pobladores
Los primeros testimonios de pobladores en el lugar de Purujosa se remontan a la prehistoria. En el entorno del barranco de Valcongosto, algunas prospecciones arqueológicas han localizado huesos datados en la Edad del Bronce, coincidentes cronológicamente con yacimientos de la cercana localidad de Calcena. Más antiguos son los restos de industria lítica musteriense hallados en el yacimiento de la cueva de los Rincones por el equipo investigador dirigido por la Dra. Gloria Cuenca Bescós y D. Víctor Sauqué. Estos vendrían a corroborar la existencia de neandertales en el entorno de Purujosa. No obstante, se está a la espera de que nuevas campañas investigadoras permitan profundizar en esta etapa histórica.

### Edad Antigua
No tenemos testimonios de la existencia de la localidad durante la Historia Antigua. Algunas hipótesis apuntan a un primitivo asentamiento celtibérico dado el enriscado emplazamiento del municipio y la existencia de yacimientos celtibéricos en la vecina localidad de Beratón. Igualmente, la tradición oral, conserva la leyenda de una visita del Emperador Constantino I el Grande (272 – 337) al municipio. De hecho, el escudo de la localidad lleva las armas del estandarte militar de Constantino I. Sin embargo, ninguna de las dos teorías tienen una base documental y científica suficiente como para darlas por ciertas.

### A partir de la Reconquista
De este modo, a la espera de futuros descubrimientos, la primera noticia documental donde se cita expresamente Purujosa la encontramos después de la Reconquista cristiana. Purujosa fue donada por Alfonso II, junto con otros lugares, al monasterio de Veruela, de la Orden del Cister, en junio del año 1177 "Laudo etiam atque concedo vobis Perillosam cum terminis heremis et populatis scilicet, a Pinna de Águila usque ad Pinnan Perforatam et castello de Oliveto usque ad Chovas de Alondas..." 

Este testimonio es de vital importancia porque nos indica los linderos del término municipal que coinciden con los de la actualidad: Peña el Águila linda con el término de Calcena, Pomer y Borobia, ya en Soria. La Pinnan Perforatam posiblemente sea la Muela de Beratón, pues allí existe un escarpe con una gran oquedad o "perforación". En la actualidad también se mantiene esta linde con Castilla, pues limita con el pueblo soriano de Beratón. Por su parte el Castello Oliveto es probable que sean los actuales Castillos de Herrera, donde el pueblo sigue limitando con el vecino Talamantes, al otro lado de la sierra. 

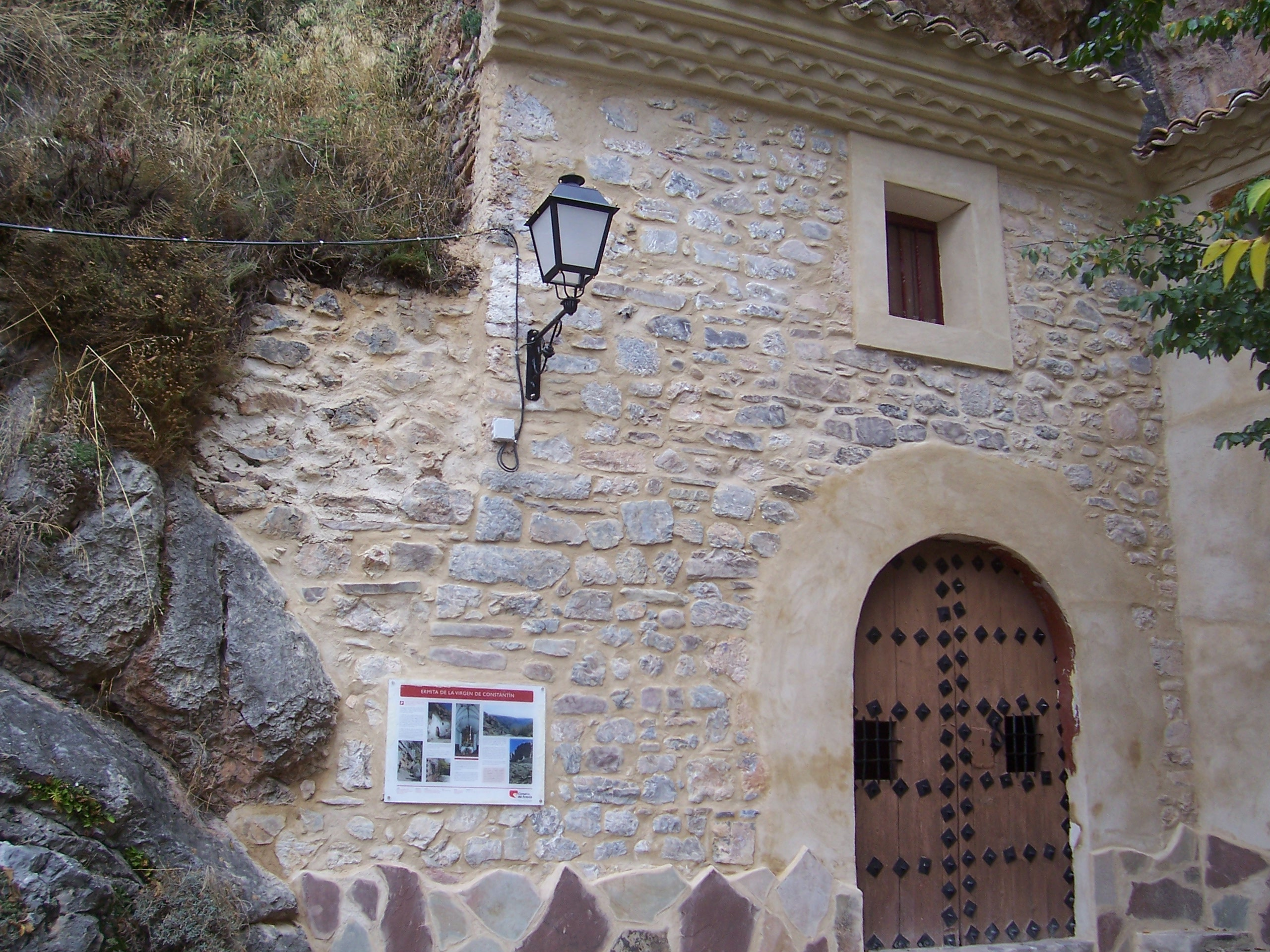
Ermita de Constantín,

 Finalmente, el último topónimo nombrado, las Chovas de Alondas, no lo hemos podido identificar con ningún lugar geográfico actual. Tal vez se refiera al barranco que en la actualidad hace de linde con la villa de Calcena denominado "Valhondo" Pero exceptuando este último paraje, el resto están identificados y coinciden con los límites actuales del municipio. 
Desde la donación de las tierras del valle del Huecha a los cistercienses en 1145 por García Ramírez, rey de Navarra, el patrimonio del monasterio de Veruela, que en esos momentos se encontraba en construcción, no dejó de crecer. De este modo en 1154 Ramón Berenguer IV les donaba el castillo de Alcalá de Moncayo. Su sucesor, Alfonso II, donó en 1172 la villa de Vera. Purujosa por tanto fue de las donaciones más tempranas recibidas por los cistercienses de Veruela. De hecho la adquirieron antes que localidades más cercanas, del somontano norte del Moncayo, como Litago, Bulbuente, Maleján, etc. 
Once años después de esta donación encontramos otro documento de Alfonso II de Aragón donde se recoge la donación del Castillo de Faxinas. Gracias a los topónimos aparecidos en dicho documento (Beratón, Collado de Herrera, Calcena o Valcongosto) los investigadores ha determinado la ubicación de dicho castillo dentro del término municipal de Purujosa. Su localización más probable es el peñasco calizo que en la actualidad se denomina Tolmo la Cina. 
La siguiente noticia documentada, que hemos encontrado, de momento, es ya de 1247. En concreto el 28 de diciembre de ese año, el abad del monasterio de Veruela permutó con Jaime I de Aragón el lugar de Purujosa por Bulbuente. Posteriormente pasaría a formar parte del patrimonio de los Condes de Morata. El interés de esa familia por incrementar sus dominios en los valles del Isuela y del Jalón es más que manifiesto. El condado de Morata pertenecía a la casa nobiliaria de los Martínez de Luna y lo formaban las villas y lugares de Morata, Chodes, Villanueva de Jalón, Arándiga, Illueca, Gotor, La Vilueña, Valtorres y Purujosa. Purujosa perteneció a los Condes de Morata hasta el siglo XIX d. C.. 

## Demografía
Purujosa cuenta con una población de 29 habitantes (INE 2024).
| Gráfica de evolución demográfica de Purujosa entre 1842 y 2021                                                                                                |
| |
| Población de derecho según los censos de población del INE Población de hecho según los censos de población del INEEn este censo se denominaba Perujosa: 1842 |

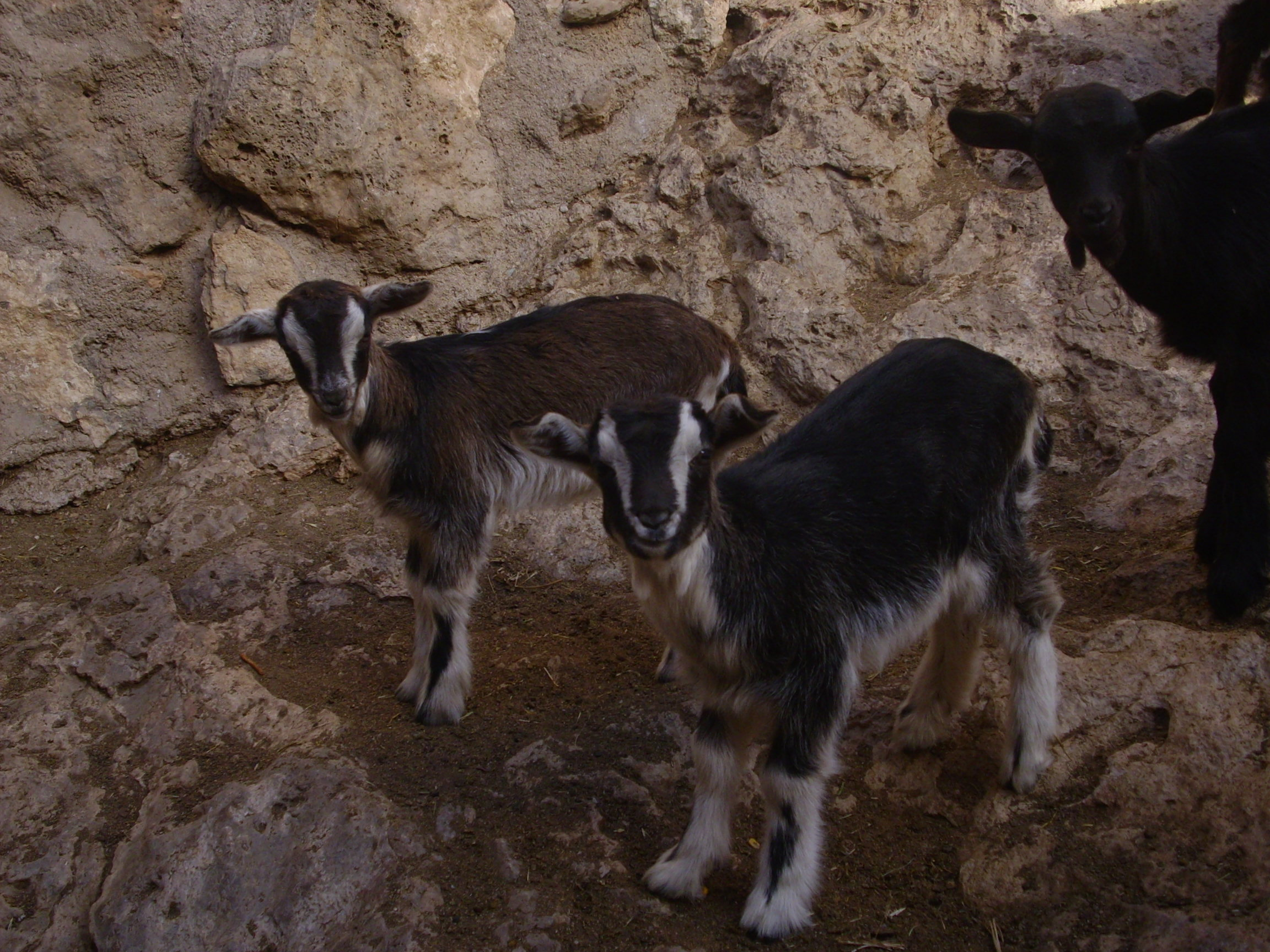
Cabras Moncainas. La ganadería, medio de subsistencia tradicional

La población de Purujosa ha sufrido un fuerte vaivén a lo largo de los dos últimos Siglos llegando prácticamente al colapso demográfico a finales del Siglo XX d. C.. La quiebra del modelo de economía de subsistencia, que tenía como principal fuente de explotación la ganadería, dada la escasa capacidad agraria del término, si descontamos la pequeña proporción de regadío en la estrecha vega del Isuela, acabó derivando en un fuerte proceso de emigración de sus habitantes. 
En el 2009, a pesar de que el censo registre una población cercana al medio centenar de personas, tan solo viven de manera efectiva 6-8 personas. No obstante, muchas casas han salido del estado ruinoso y de abandono gracias a su reconstrucción como viviendas de segunda residencia. 

### Urbanismo

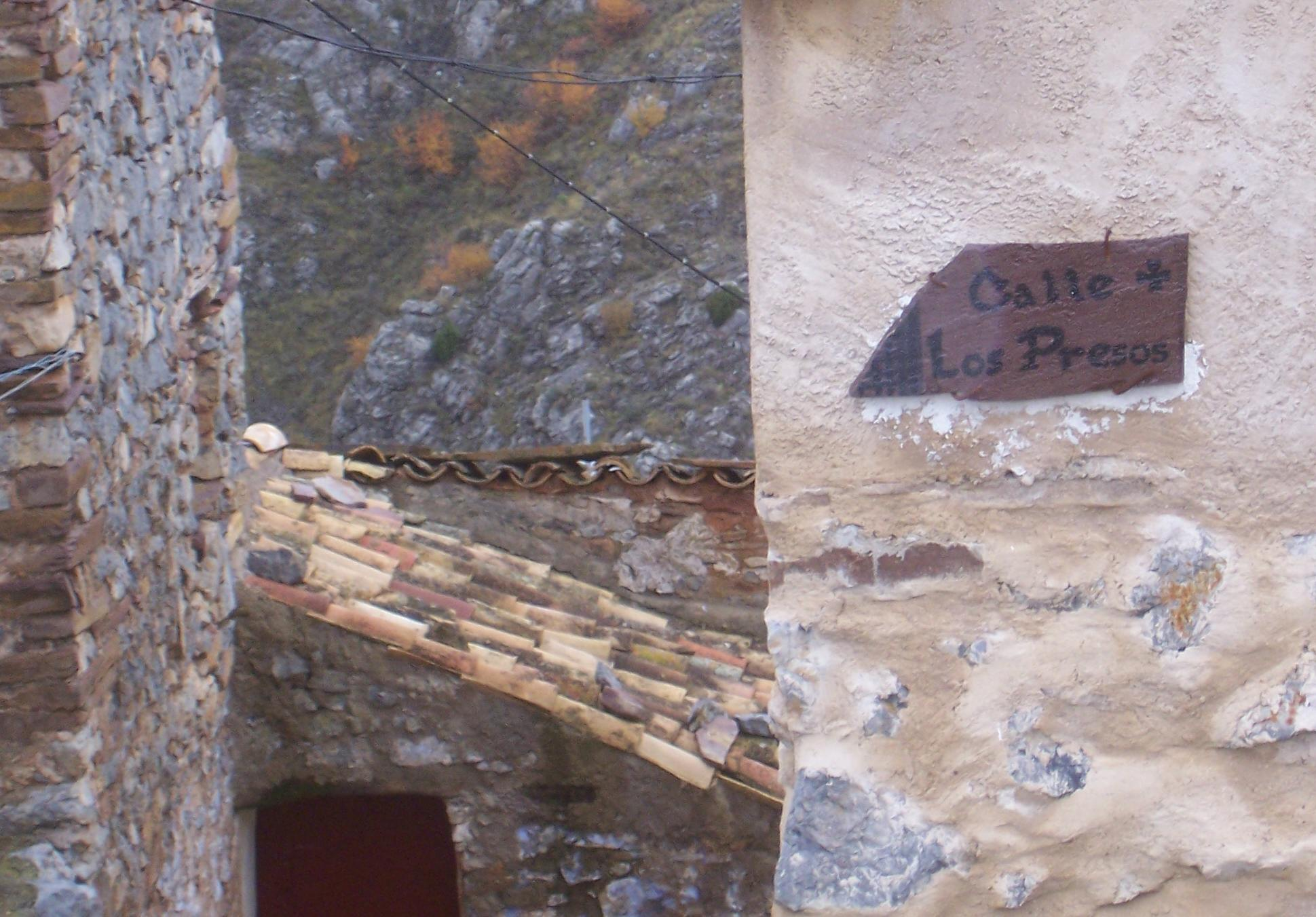
Detalle del cartel de la calle Los Presos

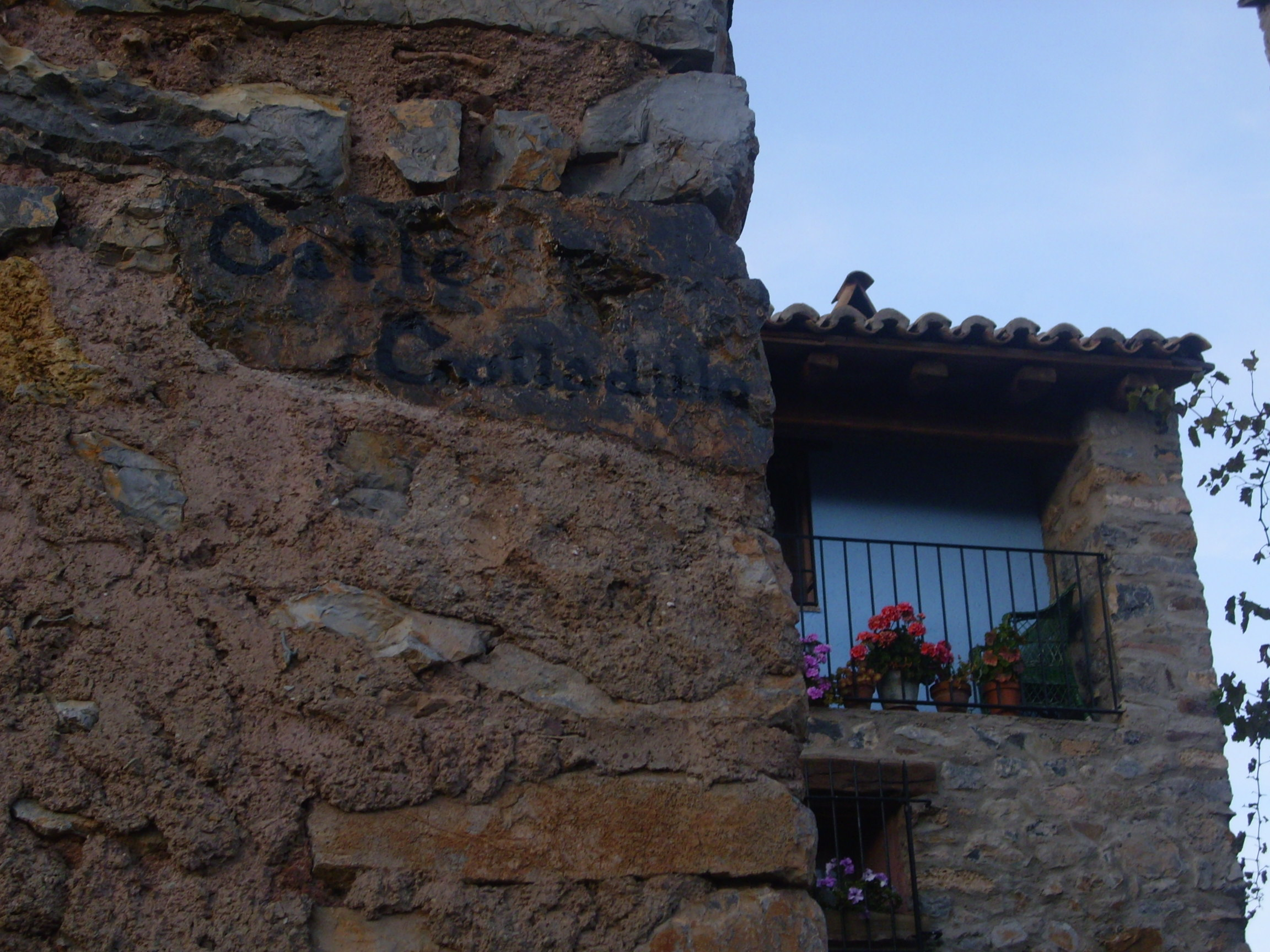
Detalle calle Colladillo, detrás casa Castillo

Calle Mayor
Es la calle más larga del municipio, la que da acceso al mismo, discurriendo desde el Río Isuela hasta la iglesia del Salvador, atravesando la plaza del Ayuntamiento. En dicha calle se sitúan los dos semáforos que regulan el tráfico rodado de la localidad.
Calle Tarazona
Larga calle que por medio de dos cerradas curvas salva el importante desnivel existente entre la calle Mayor y la calle Colladillo, en la parte superior del municipio. Es transitable para vehículos, aunque dada su fuerte inclinación y estrechez, la mayoría de los usuarios prefieren dejar el coche en la plaza del Ayuntamiento y recorrerla andando. Al final de la calle, en su conjunción con la calle Colladillo, hay un área habilitada para aparcar junto a un parque y una mesa de interpretación del paisaje.
Calle La Virgen
Calle peatonal que desciende hasta ermita de la Virgen de Constantín desde un punto de la calle Mayor conocido como "La puerta el Lugar". Tan solo la primera mitad de su recorrido transcurre dentro del caso urbano, mientras que la segunda mitad se interna en el barranco de la Virgen hasta llegar a la ermita. No obstante, la calle cuenta con alumbrado público en todo el recorrido puesto que al final de la misma reside el ermitaño, en la actualidad el Padre Francisco.
Calle la Corte
Estrecha calle peatonal que por medio de una serie de revueltas enlaza la parte intermedia de la calle La Virgen con la calle Mayor. En la actualidad muy poca gente transita por la calle puesto que sus viviendas están en estado de abandono y ruina.
Calle el Castillo
Constituye la continuación de la calle Mayor desde la iglesia parroquial, difrenciándose ambos tramos a partir de la cerrada curva de herradura existente delante del templo. También es transitable para vehículos salvo en su parte final donde gira a la derecha y mediante unas escaleras accede a una pinteoresca replaceta en el punto más alto del pueblo donde en tiempos se situaba el castillo.
Calle Colladillo
Calle que recorre la parte superior del municipio, con vistas al barranco de La Virgen, enlazando la calle del Castillo con la calle Tarazona. Las vistas panorámicas desde esta calle son espectaculares. Al final de la misma está el inicio del antiguo sendero que iba a Tarazona, hoy reconvertido en el Sendero de Gran Recorrido del Sistema Ibérico (GR 90).
Calle La Amargura
Estrecha calle peatonal que mediante una sucesión de 3 curvas y un tramo final de escaleras, salva el desnivel existente entre la calle Mayor y la calle Colladillo.
Calle Los Presos
De iguales características a la anterior (desnivel, curvas y escaleras) aunque parte desde la calle Tarazona, enlaza con la plaza del Ayuntamiento y termina en el tramo intermedio de la calle Colladillo.

## Administración y política
| Período   | Alcalde                    | Partido |  |
| --------- | -------------------------- | ------- |  |
| 1979-1983 | Isabelo Sanjuán Villarroya | UCD     |  |
| 1983-1987 |                            |         |  |
| 1987-1991 |                            |         |  |
| 1991-1995 | Santiago Sanmartín Ibáñez  | PP      |  |
| 1995-1999 | Santiago Sanmartín Ibáñez  | PP      |  |
| 1999-2003 | Santiago Sanmartín Ibáñez  | PP      |  |
| 2003-2007 | Santiago Sanmartín Ibáñez  | PP      |  |
| 2007-2011 | Mariano Sanjuán Clemente   | PSOE    |  |
| 2011-2015 | Mariano Sanjuán Clemente   | PSOE    |  |
| 2015-2019 | Mariano Sanjuán Clemente   | PSOE    |  |

| Partido político    | Partido político                                   | 2003   | 2007   | 2011   | 2015   |
| Partido político    | Partido político                                   | Ediles | Ediles | Ediles | Ediles |
|                     | Partido de los Socialistas de Aragón (PSOE-Aragón) | —      | 1      | 1      | 1      |
|                     | Partido Popular de Aragón (PP)                     | 1      | —      | —      | —      |
|                     | Partido Aragonés (PAR)                             | —      | —      | —      | —      |
|                     | Chunta Aragonesista (CHA)                          | —      | —      | —      | —      |
| Total de concejales | Total de concejales                                | 1      | 1      | 1      | 1      |

## Cultura

### Patrimonio

#### Históricocultural

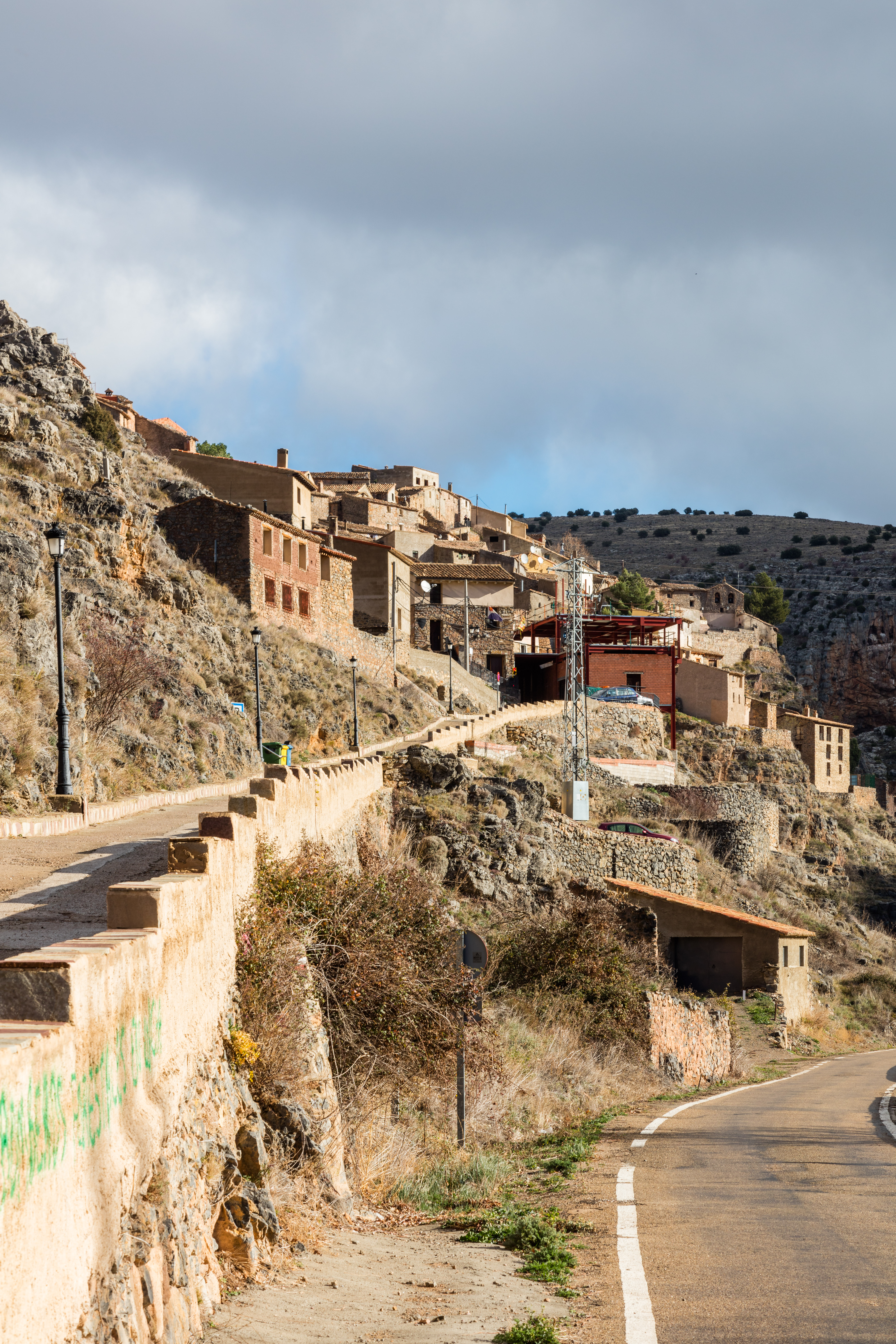
Purujosa desde la carretera

Casco urbano
La propia localidad y su emplazamiento posee interés por sí misma. Denominada "El nido de Águilas del Moncayo" por su ubicación enriscada, ofrece espectaculares perspectivas desde tres puntos de observación: Desde la misma carretera, desde el Cabezo (senda de acceso PR-78) o desde la Senda de Tarazona (senda GR-90). Asimismo, conserva entre sus calles importantes testimonios de arquitectura rural y pintorescos rincones que hacen las delicias de fotógrafos y pintores.
Ermita de la Virgen de Constantín
A escasa distancia del casco urbano, ubicada en el interior de una cueva, la cual continua por detrás del altar mayor, es un edificación de origen románico. La virgen, una interesante talla románica, tiene gran veneración entre los pueblos vecinos, así por ejemplo, los vecinos de Talamantes realizan una romería hasta la misma atravesando las estribaciones del Moncayo. Desde 2007 está habitada por un sacerdote malagueño como ermitaño de la diócesis de Tarazona, habiendo hecho en 2017 su profesión perpetua como tal.
Iglesia del Salvador
Edificio de Origen románico (S. XII d. C.) Aunque con importantes reformas del S. XVI d. C.. De reducidas dimensiones, consta de una sola nave de cuatro tramos y cabecera recta cubierta con bóveda de cañón apuntado con arcos fajones.  De su pequeño retablo fueron robados en los 80 dos pequeños lienzos.
Peirón de la Virgen de la Leche
Situado en el barranco de la Virgen, al lado de la senda GR-90, en el antiguo camino a Tarazonaes el único superviviente de los dos peirones que tenía el pueblo. Es un interesante resto etnológico que lamentablemente se conserva en deficiente estado, amenazando a ruina.

#### Natural

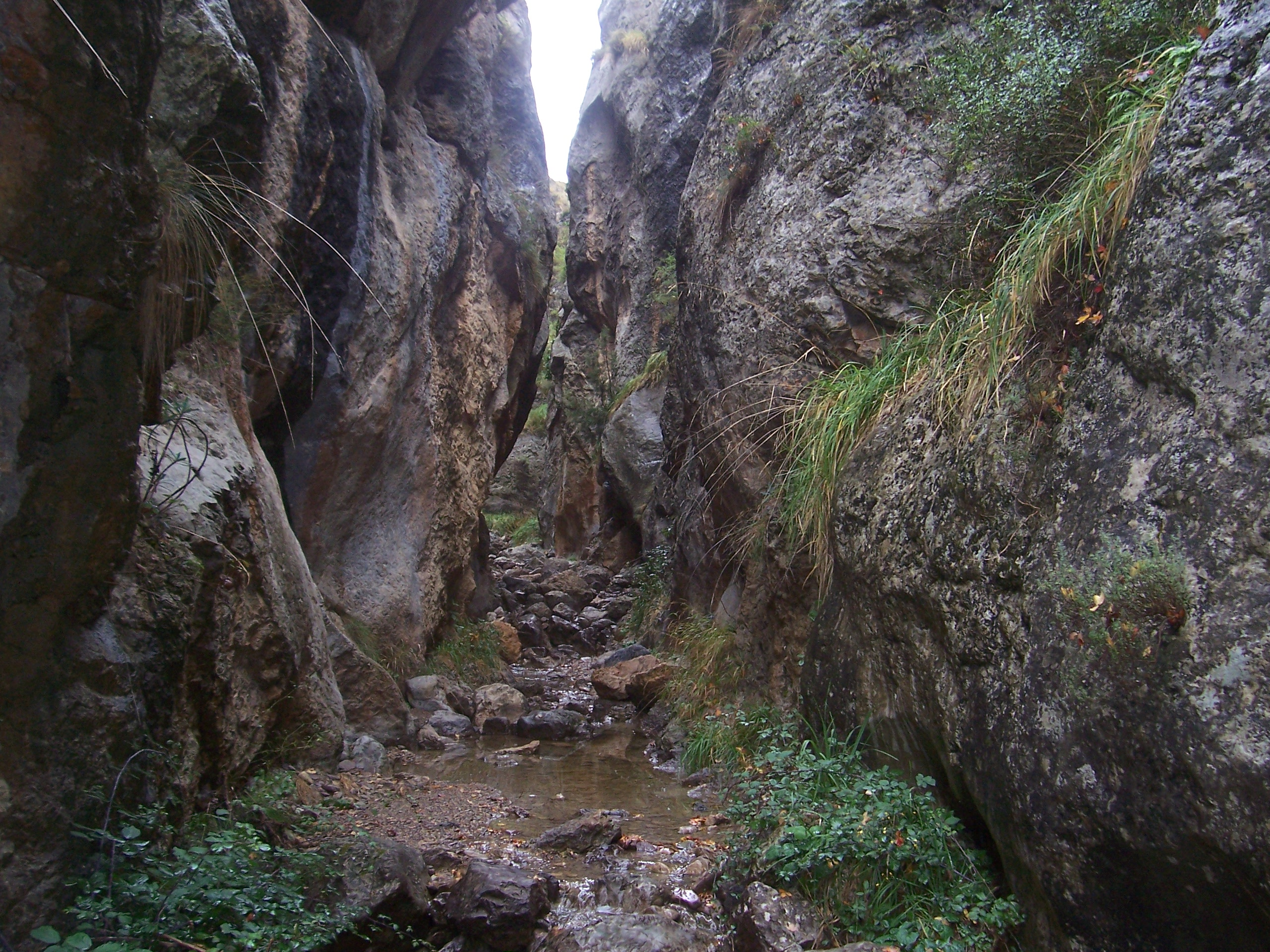
Tramo de Valcongosto

Barranco de Valcongosto
En el interior del Parque Natural del Moncayo, constituye el mejor ejemplo de cañón calizo de la Sierra, con varios tramos donde las paredes están tan próximas que hay que avanzar por el propio cauce. Gran parte del año su recorrido implica mojarse dado el caudal del mismo.
Cuevas
Purujosa es un lugar privilegiado para la espeleología, desde pequeñas cuevas (Las de la Muela el Col, la de Los Caladizos) a grandes y fácilmente accesibles (Cuartún, Liendres) hasta las reservadas a los espeleológos (Los Rincones). También en la vecina localidad de Calcena existen interesantes sistemas kársticos como cueva Honda o cueva Hermosa.
Escalada
A 6 km por carretera de Purujosa se encuentra el desfialdero de las Peñas del Cabo donde se encuentra la mayor escuela de escalada del parque natural del Moncayo. En el año 2008 fueron reequipadas todas sus vías y se abrió una vía ferrata en el "Rincón del Bú"
Otros
El ser el segundo municipio que más hectáreas aporta al Parque Natural del Moncayo da muestras del interés de la zona. Existen numerosos senderos perfectamente balizados que recorren el interior de parque y que permiten dsifrutar de numerosas actividades en la naturaleza. Igualmente, los aficionados a la pesca pueden disfrutar del coto de captura y suelta del Río Isuela. Además, de manera anual se celebran unas jornadas micológicas puesto que el término municipal es privilegiado en el mundo de los hongos.

### Turismo
Existen un albergue, un bar municipal y una casa rural.

### Fiestas
Virgen de Constantín
Fiestas mayores en honor de la patrona de la localidad. Se realizan en mayo pero el fin de semana exacto varía de un año a otro.
San Ramón
Aunque la festividad corresponde al 31 de agosto, las fiestas se celebran del 8 al 10 de septiembre.
Santa Lucía
Aunque su festividad corresponde al 13 de diciembre, se suele trasladar la fiesta al puente de la Constitución (6 de diciembre). Como tantas fiestas vinculadas al solsticio de invierno, el componente principal es el fuego, realizando una gran hoguera en la plaza alrededor de la cual se hace una cena de hermandad.

## Curiosidades

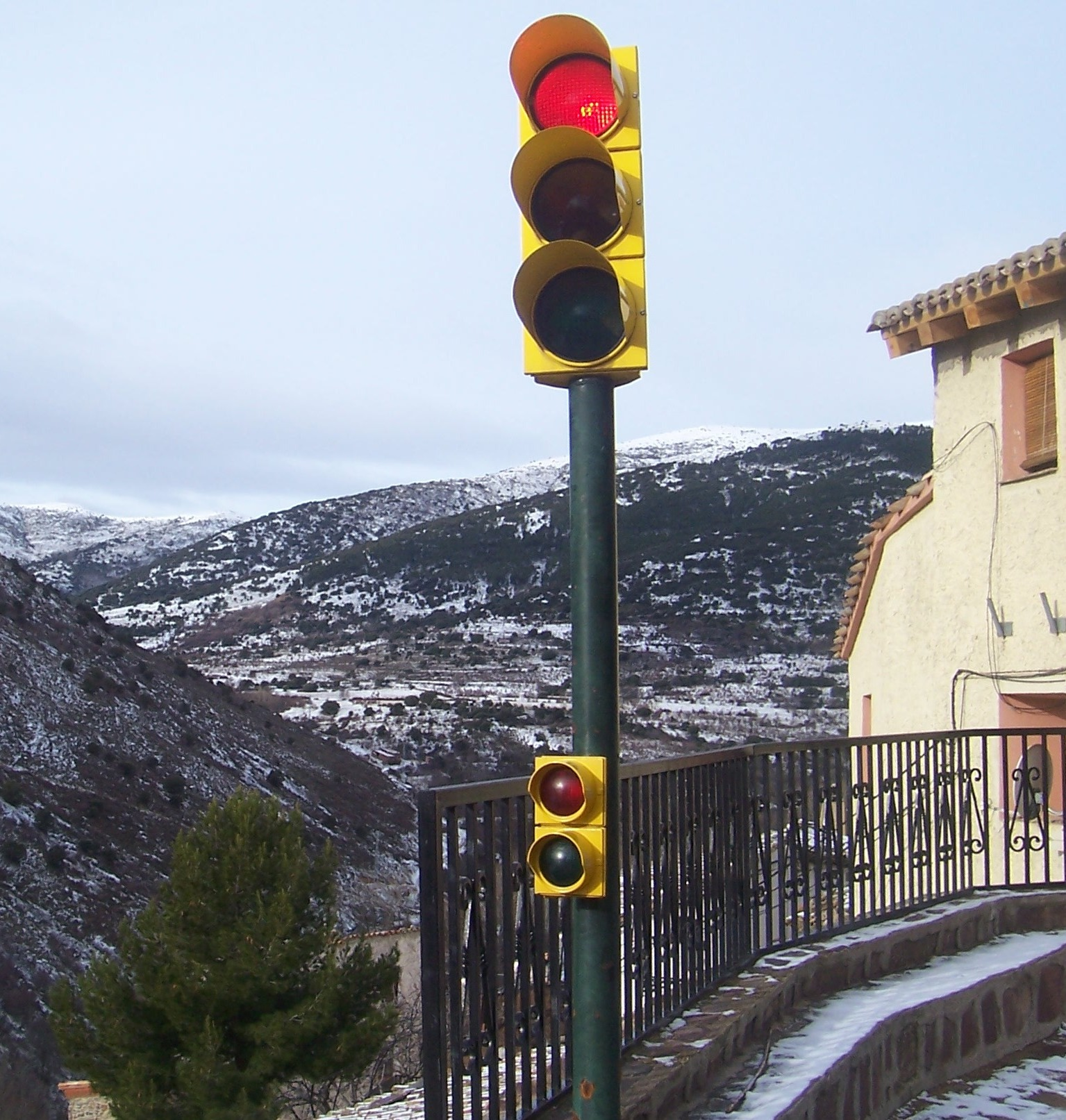
Semáforo de la plaza. Detrás sierra del Tablado

Semáforo
Purujosa es la localidad más pequeña del mundo que cuenta con semáforos. Aunque solo residen 5 vecinos de forma permanente, en épocas vacacionales esta población se incrementa notablemente. La única calle de acceso, con una longitud de 500 metros y un gran desnivel, es tan estrecha que impide que dos coches se puedan cruzar. Para evitar situaciones de tráfico conflictivas, existen dos semáforos, que regulan la posible circulación de dicha calle principal.
Bécquer
Purujosa aparece citada en la obra Cartas desde mi celda del escritor más representativo del Romanticismo español: Gustavo Adolfo Bécquer. Concretamente en su carta Primera (1864) cita como hizo el viaje de Tarazona a Trasmoz guiado por unos vecinos de Purujosa que habían acudido a vender carbón.
Fútbol
El exjugador del Real Zaragoza y de la selección española Francisco Javier Pérez Villarroya desciende de la localidad de Purujosa.
Motivos Personales (serie)
En el capítulo 19 de la serie de televisión, emitida en la cadena Telecinco en el año 2005, Motivos personales aparece un documento policial donde se registra que el lugar de nacimiento de David Gil Villavieja, personaje de dicha serie, es Purujosa.